# カルマル市
カルマル（スウェーデン語: Kalmar [ˈkǎlmar] ( 音声ファイル)）は、スウェーデン南東スモーランド地方の都市。バルト海に面する。
13世紀から17世紀にかけ、カルマルはスウェーデンの主要都市の一つだった。1602年から1913年まで、カルマル司教区の首座があった。カルマル大聖堂は1702年からの歴史を持つ、古典主義建築の適例である。カルマル城を中心にすえた城塞都市として発展した。1658年のロスキレ和議の後、カルマルの重要性は失せ、19世紀までに産業部門に着手した。地理的にカルマルは、エーランド橋を渡りエーランド島へ向かう主要ルートである。

## 歴史

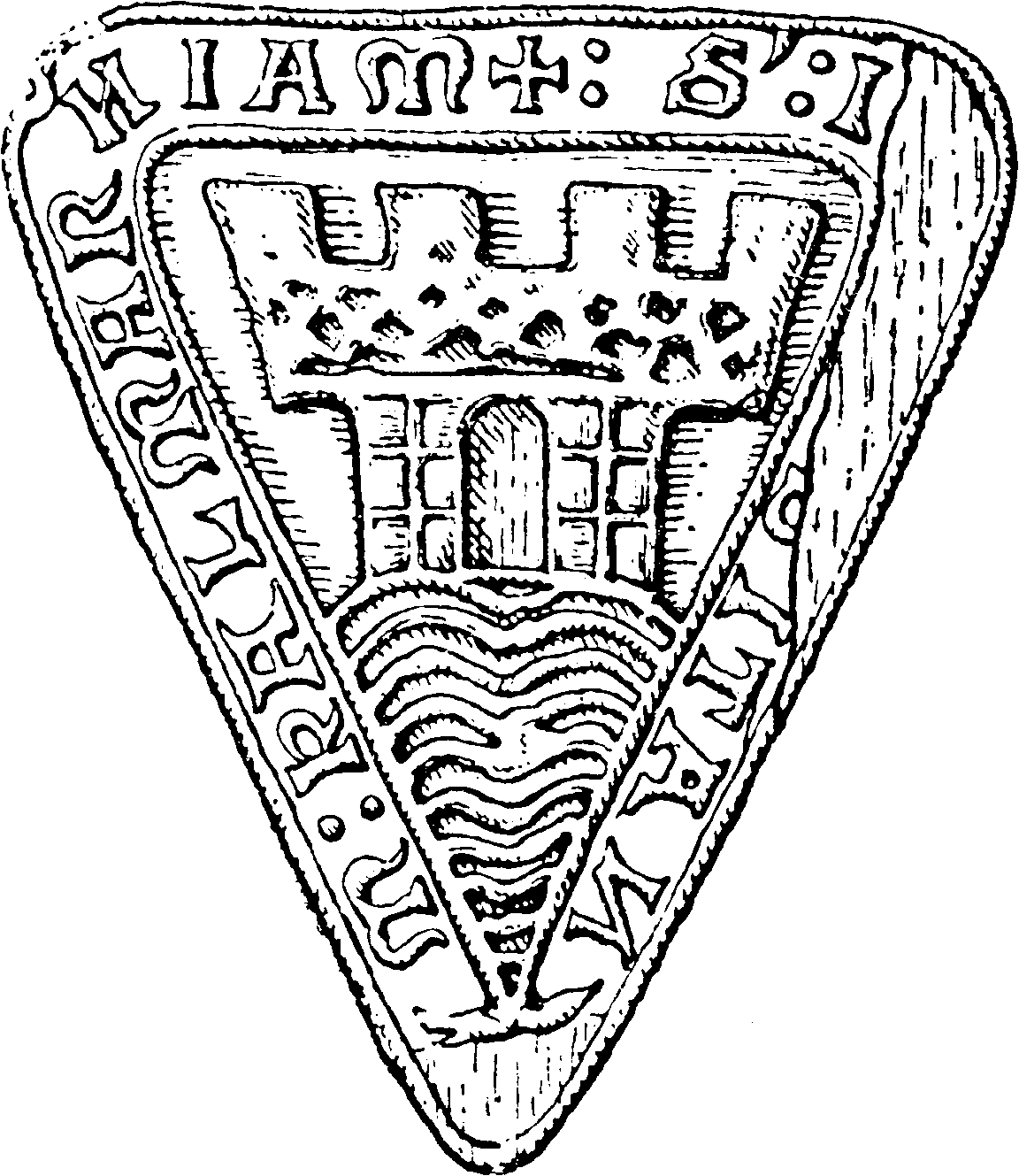
13世紀のカルマルの紋章

カルマル周辺には古代から人が住んでいた。鉄器時代の埋葬地跡が発掘されている。ここが町であったという最古の証は11世紀となる。中世の民話によれば、ノルウェーの守護聖人聖オーラヴが1027年に自分の船をカルマル海峡へ移した。同時代の記録に書かれたものは少ないが、11世紀からあるルーン石碑には同じ海峡への言及がある。カルマルが町であったか、カルマル海峡に近接した小さな定住地であったかについては議論がされている。カルマルの名前の由来は、古スウェーデン語の『石だらけの岸』という言葉からきているとされる。しかし、アイスランドのサガ作家スノッリ・ストゥルルソンは1219年にカルマルを訪れた際、商人の町を意味するKaupbærと名前を記した。13世紀には、カルマルはスウェーデン有数の主要都市として繁栄を極めた。ドイツ出身の商人の富がその原因である。カルマル市の紋章は1255年から1267年の間につくられたもので、スカンディナヴィア諸国で最も古いものとして知られている。
12世紀、カルマルに監視用の円形の塔をもつ城が築かれた。塔は13世紀まで続行して拡大し、ここで1397年7月13日、デンマーク女王マルグレーテ1世がスウェーデン・ノルウェーの首領を集めてカルマル同盟に署名した。この同盟は1523年まで続いた。デンマーク国境に近いカルマルの戦略的位置（当時スコーネと呼ばれデンマークの一部であった）、海港と商業が重要視された。『カルマルの血浴』と呼ばれる、スウェーデン独立をめぐる2つの事件が起きた。最初は1505年、ハンス王の時代に市長とカルマルの議員らを処刑した。二度目は1599年、カール公の軍が引き起こした（カール公はのちスウェーデン王カール9世となった）。

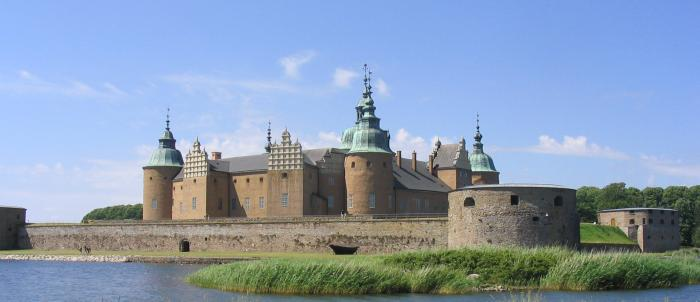
カルマル城

1540年代、グスタフ・ヴァーサと、のちには息子エリク14世とヨハン3世が、今日のような壮麗なルネサンスの城にカルマル城を再建した。カルマルは1602年に司教座がおかれ、1903年まで続いた。1634年、カルマル県ができ、カルマルは県都となった。1660年、カルマル大聖堂がニコデムス・テッシンの設計で建設が始まった。1702年から使用が始まった。
1611年から1613年、カルマル戦争に巻き込まれ、デンマーク軍がカルマル城を包囲した。1611年はカルマル史の暗黒の年として知られるが、暗黒の年のみを意味しない。多くの血が城の近くで流された。1670年代に起きたスコーネ戦争の最中、22人の人間が城に立てこもった。それでも、城は陥落しなかった。
1658年のロスキレ和議の後、カルマルの戦略的重要性は徐々に失せていった（国境がさらに南下したからである）。1689年、スウェーデン王カール11世が自身の海軍基地をカールスクルーナ南方につくった。カルマルは、スウェーデンの主要軍事前哨地点の地位を失ったのである。

### 現代
近年、カルマルは産業都市となった。牽引しているのはスチーム・エンジンや機械類製造のカルマル・メカニスタ・ヴェルクスタードである。カルマル大学（University of Kalmar）は約9,000人の学生がいる。

## 出身人物
- ダヴィド・エルム（英語版）、ヴィクトル・エルム、ラスムス・エルム (サッカー選手)
- ダン・オルヴェウス (心理学者、いじめ研究の第一人者)
- イーヴァル・クルーガー (実業家、「マッチ王」)
- オスカル・フォン・シドー（英語版） (政治家、第20代スウェーデン首相)
- ミラン・スミリャニッチ (サッカー選手)
- アリス・バブス (ジャズシンガー)
- カール・グスタフ・モサンデル (化学者)
- シグネ・ハンマシュティエン＝ヤンソン  (画家、グラフィックデザイナー)

## 姉妹都市
- ウィルミントン, アメリカ合衆国
- サヴォンリンナ, フィンランド